# Scherocumella micronodosus
Scherocumella micronodosus är en kräftdjursart som beskrevs av Muhlenhardt- Siegel 1996. Scherocumella micronodosus ingår i släktet Scherocumella och familjen Nannastacidae. Inga underarter finns listade i Catalogue of Life.